# 180 Grad
180 Grad ist eine Streetpunk-Band aus Iserlohn.

## Geschichte
Die Band gründete sich unter dem Namen 180 Grad im Dezember 2003. Über das Zustandekommen des Bandnamens gibt es keine Angaben. Das erste Konzert, das vor Freunden in der Stammkneipe gegeben wurde, bestand fast ausschließlich aus Coversongs. Es folgten einige kleinere, meist private Auftritte, später eine Demo-CD und mehrere Konzerttouren. 2006 wurde das Debütalbum Des Herzogs Werke via Sunny Bastards veröffentlicht, 2008 das Zweitwerk Hand aufs Herz. 2009 wurde Daniel am Bass durch Marek ersetzt, 2013 wurde Bauer am Schlagzeug kurzzeitig durch Carsten, später dann durch Kai abgelöst.
2014 folgte mit Lebenszeichen die bislang letzte Veröffentlichung der Band. Hierbei handelte es sich um eine EP mit drei Songs, die als Eigenproduktion erschien.
2015 stieß mit Oli ein langjähriger Freund der Band hinzu und ersetzte Marek am Bass. Die Band ist noch aktiv, auch wenn Schlagzeuger Kai im Jahr 2023 ausstieg. Oli musste die Band im Jahr 2024 aus gesundheitlichen Gründen verlassen. Im Winter 2024 stießen Bauer und Marek wieder zur Band. Für den November 2025 ist ein Comeback-Auftritt angekündigt.

## Musikstil
Die Band spielt Streetpunk mit deutschen Texten im Stil von Bands wie Toxpack und Verlorene Jungs.

## Diskografie

### Alben
- 2006: Des Herzogs Werke (Sunny Bastards)
- 2008: Hand aufs Herz (Sunny Bastards)

### EPs
- 2014: Lebenszeichen (MCD, Eigenproduktion)